# スポーツ・グラフ
『スポーツ・グラフ』は、1957年4月11日から1960年4月1日までNHKテレビ → NHK総合テレビで放送されたスポーツ番組である。その後も1961年4月8日から1963年3月31日まで『スポーツグラフ』（タイトルに中黒無し）と題して放送された。
1954年にもNHKテレビで『こども・スポーツ・グラフ』および『こども・スポーツ・クイズ』という子供向けのスポーツ番組が放送された。

## スポーツ・グラフ

### 放送期間
1957年4月11日 - 1960年4月1日

### 放送時間
いずれも日本標準時。
- 木曜 18:40 - 19:00 （1957年4月11日 - 1958年4月3日）
- 金曜 18:40 - 19:00 （1958年4月11日 - 1959年4月3日）
- 金曜 18:35 - 18:55 （1959年4月10日 - 1960年4月1日）

### レギュラーコーナー
- 第1週：「各種スポーツの紹介」
- 第2週：「スポーツ教室」 - スポーツの技術的解説ならびにスポーツ医学の解説。
- 第3週：「スポーツと生活」（1957年4月 - 1958年10月）
- 第3週：「輝くスポーツ人」（1958年11月 - 1960年3月） - 香山蕃、高石勝男、竹田恒徳、東竜太郎、西田修平、沢村栄治、荻村伊知朗、小野喬、村社講平などの人物を扱った。
- 第4週：「スポーツ時評」 - 出演者：池田潔（司会）、中野好夫、西川辰美。

## スポーツグラフ

### 放送期間
1961年4月8日 - 1963年3月31日

### 放送時間
いずれも日本標準時。
- 土曜 18:35 - 18:50 （1961年4月8日 - 1962年3月31日） - 1962年3月31日放送分のみ18:40から放送。
- 日曜 09:30 - 09:45 （1962年4月8日 - 1963年3月31日）